# 州県制
州県制（しゅうけんせい）は、中国の地方統治制度。隋の時代に始まり、唐でも引き続き採用された。

## 導入までの経緯
秦が強行した郡県制の失敗を踏まえ、前漢では地方制度として郡国制を採用した。とはいえ中央直轄の郡県では基本的に秦の制度を踏襲しており、地方に置かれた諸侯王も勢力削減と呉楚七国の乱の鎮圧を経て、第7代武帝の頃に事実上の郡県制へと移行した。
紀元前106年、武帝は全国を冀・兗・青・并・徐・揚・荊・豫・涼・益・幽の11州と朔方・交阯の2郡、計13州に分けて各州に刺史を設置した。これにより郡県は州・郡・県3段階の地方制度に改まった。州および刺史が設置された理由は、郡の太守が豪族や商人と結託して汚職を行うことが多かったためである。この時点の刺史は純然たる監察官であり、太守に比べ権限は遥かに小さく俸禄も低かった。前漢末期になると、刺史の権限は拡大され俸禄も太守と同等に格上げされた。後漢になると刺史は行政権を握るようになり、州は郡・県より上位の最大行政区分となった。
州刺史・郡太守・県令は長吏（勅任官）であり中央から派遣されたが、その下僚である少吏（非勅任官）は現地の者が任用された。郷挙里選による官吏登用がおこなわれるようになると、各地の豪族が地方の官職を得るようになっていく。これによって優秀な人材を確保できた反面、豪族の影響力拡大や官吏の数の増大といった弊害を招いた。具体的には、州が細分化して州と郡の区分が近接し、限られた民を多数の役人や官吏で治める官制機構の弊害が生来したのである。中央より任命された長官が赴任先で自由裁量で人材を採用するしくみを辟召制といったが、魏晋南北朝時代の中国では、三国時代以降、分裂が進み、複数の国家が併存してきた結果、州・郡の細分化が進み、これにより現地の有力者が地方行政を牛耳っており、貴族制を支える温床となっていた。

## 州県制の採用

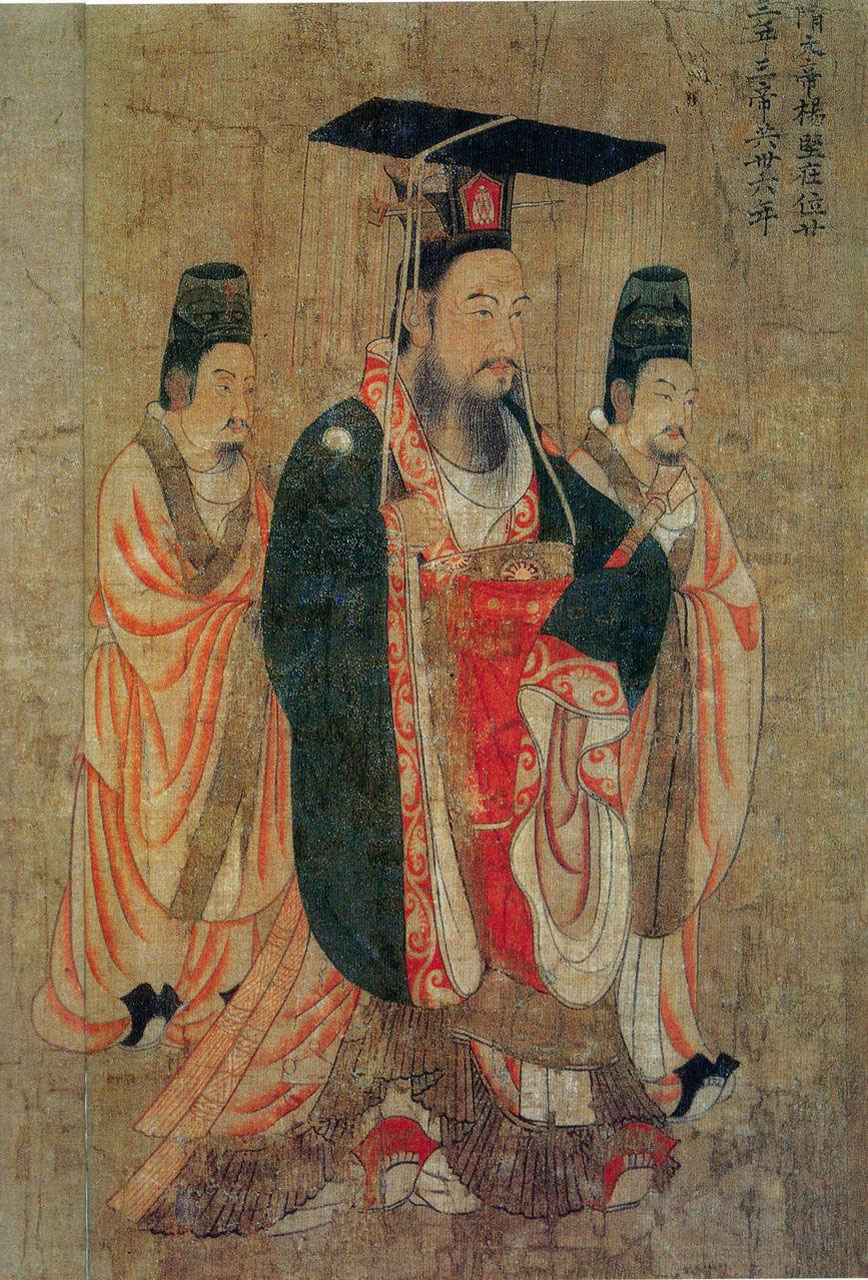
州県制を採用した隋の文帝（楊堅）

583年、楊堅は新都大興城（現西安市）に入り、統制を強めた。この直前には華北において州が211、郡が508、県が1124あったので、中間の郡を廃止しても一州が五県を管轄する程度にとどまることになる。これにより、行政組織の簡素化と冗官の整理が進み、経費削減と貴族の排除がもたらされた。589年に南朝の陳も隋に統一されて南北朝時代が終結すると、陳の旧領も華北と同様に扱われた。辟召によって勢力を築いてきた貴族勢力は大打撃をこうむった。
官吏登用法として、当初は魏で始まった九品官人法を採用したが、583年、貴族が家柄によって官職につく特権を保証してきたこの法を廃止し、次いでより広く、門閥主義によらず、また、新体制に応じる人材を選抜するため、試験で選ぶ方法（貢挙）が考案された。これは、楊堅の地方制度改革の副産物として登場したもので、地方の州・県の官僚を中央からの任命によって充当することとなると、中央（吏部）では毎年膨大な人員を人事異動させなくてはならず、そのためには豊富な官僚予備軍をプールし、人物を把握しておかなくてはならない必要から生まれた。当初は、毎年州ごとに3名を中央に推薦するというかたちであったが、これが科挙のさきがけとなった。
唐においても州県制が採用され、その後の地方行政制度の基本となった。州は全国で約350あり、県は全国でおよそ1､550あった。正確には、州の上に全土を10に分けた「道」という単位もあったが、これは監察単位に近く、行政単位とはいえない。州の長官が刺史、県は県令というのは隋と同じであったが、州が郡に変わると、長官の肩書きを太守とした。また、重要都市には州と同級の行政単位として「府」が置かれた。唐では、これら中央派遣の長官以下の主要官僚の下で、戸口の管理、税の徴収、治安、司法など地方行政全般が遂行された。唐の県は郷によって構成された

## 金・宋代以降の変遷
州県制は、北方民族が勢力を拡大する時代に入っても命脈を保った。モンゴル系の契丹（キタン）人は、遊牧民によるウイグル国家がモンゴル高原を中心とする勢力をたもっている間は、これに服属し、一部は唐の州県体制に編入されていた。契丹人の国、遼を滅ぼした女真（ジュシェン）にあっては、行政と軍事を兼ねた猛安・謀克の制度（ミンガン・ムクン制）など独自の統治体制がとられて特別の保護を受け、漢化を防いだ。女真国家の金王朝は、中国東北部（満洲）にあっては大部分が猛安・謀克制によって統治を進めたが、他民族の住む西部や南部では州県制による支配がつづいた。金朝が、都市をともない定着農耕民の多く居住する華北に進出するとそこでは州県制を基本とする統治がなされ、猛安・謀克の制度はもっぱら契丹人と女真人を対象とするものとなった。
宋では監察機関として、唐代の道に代わり「路」が置かれ、「府」の数が増加した（路府州県）。宋では都市の発達が顕著で、県を構成する単位として、従来の郷に新しく「鎮」が加わった。元朝では、宋代の路府州県の上に行中書省（「省」）を置き、大きな権限をもち軍政・民政を統括した。
明が建国された当初は、元代の機構を引き継いでいたが、太祖洪武帝（朱元璋）は行中書省を廃止し、各省に三司を設置した。これは、地方官の権限を分散して、皇帝の地方支配を強化する動きとみることができる。「路」は廃された。明の領土は、北京・南京の二京（北直隷・南直隷）および13の承宣布政使司によって管轄されることとなったが、承宣布政使司の管轄地域は俗に「省」と呼ばれた。これは、現在の地方行政区としての「省」の前身であり、清では正式名称として採用され、中華民国、中華人民共和国でも引き継がれた。なお、県の数は明代初期で1,200程度、清代後期で1,600程度であった。